# Шункырколь (Костанайская область)
Шункырколь (каз. Шұңқыркөл) — упразднённое село в Денисовском районе Костанайской области Казахстана. Входило в состав Тельманского сельского округа. Находится примерно в 22 км к юго-востоку от районного центра, села Денисовка. Код КАТО — 394065500. Ликвидировано в 2013 году.

## Население
В 1999 году население села составляло 420 человек (213 мужчин и 207 женщин). По данным переписи 2009 года в селе проживало 36 человек (22 мужчины и 14 женщин).